# Johan von Blanc
Johan Mikael von Blanc, född Michel Le Blanc 1738 i Frankrike, död 21 januari 1796 i Karlskrona, var en svensk teaterledare, akrobat och krögare. 

## Bakgrund
Runt 1766 finns det källor som berättar att von Blanc var lindansare. Han noteras ha uppträtt som akrobat i Göteborg år 1776. 1778 blev han meddirektör för Gemenasiska sällskapet. 1779 kom han till Stockholm med lindansaren Paul German, från en tysk-fransk lindansfamilj (1759-61 anställd vid Danske Skueplads i Köpenhamn) och sin fru, den till förnamnet okända dansaren Madame de Blanc, och uppträdde på Operan, där man fick se "Harlekins mormor" dansa på lina med sin son på ryggen, vilket sågs som ett tecken på Operans förfall. 

## Comediehuset
År 1780 ledde han Gemenasiska Sällskapet möjligen namngiven efter Paul German, också en av dess ledare, som han ledde i Comediehuset på Sillgatan i Göteborg. Truppen uppförde först lindans och pantomim, där en "moscowitisk gosse om sex år" voltar på lina och "fru von Blanc" dansar på lina med eldhjul i händerna. Snart hade det blivit en dramatrupp som uppförde pjäser av Molière, Regnard, Holberg och Voltaire; German lämnade då truppen för att fortsätta turnerade som lindansare. Blancs fru blev snart en duktig skådespelare. Sällskapet under von Blancs ledning, gästade Malmö från 1 augusti 1781 där sorgespel och komedier skulle ges tre dagar i veckan på Knutssalen i Rådhuset. 1783 ville han få spela på söndagar, 1784 begärde han att få underhållningsmonopol i Göteborg, men fick avslag. 
Bland repertoaren fanns bland annat Molière, Voltaire, Diderot, Holberg. I Göteborg tillhörde von Blanc en mycket liten skara katoliker,
Den 23 december 1786 rapporterades det i pressen att teatern drabbats av inkativitet för att skådespelarna rymt; de greps vid norska gränsen och förklarade att det berodde på en konflikt med direktören. 1786 överlät han teatern till Andreas Widerberg. 

## Senare liv
Von Blanc turnerade sedan med sitt eget teatersällskap på den svenska landsbygden. 
I september 1786 beviljades von Blanc burskap i Karlskrona och fick även arrendera stadens källare, för 25 riksdaler specie årligen, där han hade en festvåning med maskerader och biljard för stadens societet och blev ganska välbärgad.   
Han ligger begravd på Augerums kyrkogård i Blekinge där hans gravsten fortfarande finns kvar.